# 도전! 스타 탄생
《도전! 스타 탄생》은 2009년에 KBS2에서 방송된 예능 프로그램이다.